# 구멍난 팬티 더 무비
《구멍난 팬티 더 무비》(パンツの穴 THE MOVIE 童貞喪失ラプソディ)는 2011년 공개된 일본의 코미디 영화이다.

## 줄거리
어느 바닷가에 있는 고등학교 여름방학 직전의 1학년인 히로시, 료타, 다쿠로는 ""이번 여름방학에 동정을 졸업한다"" 라고 황당 무계한 목표를 세운다. 어느 날, 이러한 3명 앞에 미소녀인 이치노세 나루미가 어떤 아저씨한테 쫓기면서 뛰어 온다. 우연히 3명은 나루미를 구출해 주고 그 후 나루미과 3명은 매우 친해진다. 그리고 드디어 여름방학이 시작됐다. 3명은 나루미가 안고 있는 고민, 가정형편과 마음 상처를 알게 된다. 또한 나루미는 부모님의 별거로인해 이런 시골도시에 오게 됐다는 것도 알았다. 동정졸업 미션이 뒤따르는 중, 천천히 나루미에게 끌려 가는 히로시. 두 사람의 연애 행방은? 그리고 3명은 무사히 동정을 버릴 수 있는 것인가...?

## 캐스팅
- 시노자키 아이
- 타노우에 사토시